# آنتونیو لدزما
آنتونیو خوزه لدزما دیاز (اسپانیایی: Antonio José Ledezma Díaz)؛ (زاده ۱ مه ۱۹۵۵) وکیل و سیاستمدار ونزوئلایی است. او بعد از تلاش برای بدست گرفتن رهبری حزب اقدام دمکراتیک در سال۱۹۹۹، حزب جدید «ائتلاف مردم شجاع» را پایه‌گذاری کرد. لدزما شهردار پیشین کاراکاس پایتخت ونزوئلا یکی از رهبران اپوزیسیون ونزوئلا است که بخاطر فعالیت‌هایش چندین بار توسط حکومت این کشور دستگیر شد و مدت زیادی نیز در حبس خانگی بود. وی به اتهام تلاش برای سرنگونی مادورا رئیس دولت این کشور دستگیر در فوریه ۲۰۱۵ بازداشت شد. پس از برگزاری رای‌گیری ۳۰ ژوئیه و با افزایش موج سرکوب دولت مادرو ، آنتونیو لِدزما و لئوپولدو لوپز در اول اوت ۲۰۱۷ دستگیر شدند. این دستگیری‌ها توسط دونالد ترامپ رئیس‌جمهور آمریکا و آنتونیو گوترش دبیرکل سازمان ملل محکوم شد.

## فعالیت‌های سیاسی
لدزما پس از شروع فعالیت‌های سیاسی‌اش در کادر حزب اقدام دمکراتیک، بین سالهای ۱۹۸۴ تا ۹۴ در دو دوره نماینده مجلس سنا بود.
او از سال ۱۹۹۶ تا ۲۰۰۰ به عنوان شهردار لیبرتادور در پایتخت ونزوئلا خدمت کرد و سپس در سالهای ۱۹۹۲–۱۹۹۳ به عنوان فرماندار ناحیه فدرال توسط کارلوس آندرس پرز منصوب شد.

## شهردار کاراکاس
در سال ۲۰۰۸ لدزما در انتخابات شهرداری کاراکاس در رقابت با آریستوبوئیک استرَز کاندیدای حزب حامی چاوز (حزب سرزمین پدری برای همه) پیروز شد. بعد از انتخاب او، مجلس ملی ونزوئلا در ۳۰ آوریل ۲۰۰۹ قانون «حوزه پایتخت» را تصویب کرد و اغلب کارکردها، منابع مالی و پرسنل شهرداری کاراکاس را به نهاد جدیدی تحت نام «حوزه پایتخت ونزوئلا» به ریاست ژاکلین فاریا که مستقیماً توسط هوگو چاوز منصوب شده بود منتقل نمود. این نهاد جدید به‌طور خاص مرکز سیاسی کاراکاس و ناحیه لیبرتادور را در بر می‌گرفت.

## چالش‌ها
یک شکایت حقوقی و درخواستی مبنی بر برگزاری رفراندوم به شورای سراسری انتخابات ارائه شد؛ ولی این اقدامات مانع انتقال مزبور نشد.
مخالفان چاوز این حرکت را به عنوان مخالفت با رای مردم توصیف کردند، در حالیکه حامیان چاوز می‌گفتند این تغییر سازماندهی در زمینه‌های سیاست و بودجه، اقدامی عادلانه به سود ناحیه لیبرتادور بود که بزرگترین و فقیرترین ناحیه در بین نواحی پنج‌گانه کاراکاس است.
به دنبال این جابجایی قدرت، لدزما دست به اعتصاب غذا زد که توجهات بین‌المللی را به خود جلب نمود.

## دستگیری ۲۰۱۵

### نحوه دستگیری
آنتونیو لدزما در تاریخ ۱۹ فوریه ۲۰۱۵ توسط سرویس اطلاعاتی حکومت در دفترکارش در شهرداری کاراکاس بدون حکم دادگاه دستگیر شد.
دراین عملیات نیروهای امنیتی برای پراکنده کردن جمعیت شلیک‌های هوایی کردند او سپس به مرکز سرویس اطلاعاتی در میدان ونزوئلا منتقل شد. وکلای او گفتند علت بازداشت لدزما مشخص نیست.
مادورو، رئیس‌جمهوری ونزوئلا با اعلام خبر بازداشت لدزما در سخنانی در تلویزیون این کشور وی را متهم به تلاش برای ایجاد ناآرامی در کشور با همکاری آمریکا کرد. نیویورک تایمز نوشت: «یک هفته قبل از دستگیری لدزما دولت ونزوئلا او را به «توطئه آمریکایی برای سرنگونی دولت» متهم کرده بود. لدزما اتهامات را به سخره گرفت و گفت دولت ونزوئلا بخاطر فساد خود بی‌ثبات شده‌است.»

### تظاهرات
پس از دستگیری لدزما، حامیانش به سرعت دست به اعتراض زدند و دستگیری او را «آدم‌ربایی» نامیدند. ساعاتی بعد از دستگیری او، صدها نفر از طرفدارانش در میدان کاراکاس جمع شدند تا این اقدام دولت را محکوم کنند. معترضان همچنین خارج از مرکز وزارت اطلاعات تجمع کردند.

### گروه‌های حقوق بشری
گروه‌های حقوق بشری به سرعت دستگیری لدزما را محکوم کردند. عفو بین‌الملل، دستگیری او را محکوم کرد و آن را با انگیزه سیاسی توصیف کرد. با توجه به موارد مشابه دستگیری‌هایی که دولت ونزوئلا انجام داده بود، عفو بین‌الملل این دستگیری را به عنوان "خاموش کردن صدای مخالفان توصیف کرد. سازمان دیده‌بان حقوق بشر نیز خواستار آزادی او شد.

### محاکمه
در مارس ۲۰۱۵، فلیپه گونزالس، نخست‌وزیر سابق سوسیالیست اسپانیا، پس از درخواست خانواده لدزما، پذیرفت در جریان محاکمه، دفاع از لدزما را بعهده بگیرد.

## بازداشت خانگی
آنتونیو لدزما از سال ۲۰۱۵ در حبس خانگی قرار گرفت.

## جایزه و افتخارات

### سال ۲۰۱۰
- کاندید دور نهایی جایزه شهردار جهان بود.

### سال ۲۰۱۵
- بنیاد ملی برای دموکراسی جایزه دموکراسی را در ماه مه ۲۰۱۵ به لدزما اعطا کرد
- با توجه به دفاع بی پایان از آزادی در جامعه، جایزه آزادی آمریکایی در سال ۲۰۱۵ به او اهدا شد.

### سال ۲۰۱۶
- در اجلاس ژنو برای حقوق بشر و دموکراسی، جایزه شجاعت به او و لئوپولدو لوپز به صورت مشترک اهدا شد

## دستگیری ۲۰۱۷ و پیامدها

### دستگیری
آنتونیو لدزما که از سال ۲۰۱۵ در حبس خانگی بود در اول اوت ۲۰۱۷ در خانه خود بازداشت شد لئوپولدو لوپز که او نیز در خانه‌اش در بازداشت خانگی به سر می‌برد دستگیر و به زندانی در یک پایگاه نظامی منتقل شدند. آنها تشکیل مجلس مؤسسان توسط نیکولاس مادورو در را رد کرده بودند. دیوان عالی ونزوئلا مدعی شد لئوپولدو لوپز و آنتونیو لِدزما در انتقاد از دولت، قوانین بازداشت خانگی را نقض کرده‌اند.
هنگام برگزاری انتخابات تشکیل مجلس مؤسسان تظاهرات خونینی شکل گرفت که در آن ۱۰ نفر از تظاهرکنندگان کشته شدند.
دختر لدزما، اعلام کردکه مادورو مسئول سرنوشت پدرش و لئوپولدو لوپز است. وی همچنین ویدئویی از لحظه دستگیری پدرش منتشر کرد.

### واکنش‌ها
نتایج این انتخابات توسط ایالات متحد آمریکا، اسپانیا، آرژانتین و کلمبیا به رسمیت شناخته نشد.
همچنین ایالات متحد آمریکا علاوه بر مجازات چندین شخصیت حکومت ونزوئلا، شخص نیکلاس مادورو را هدف مجازات‌های مالی قرار داد و وزارت خزانه داری آمریکا «کلیه دارائی‌های» نیکلاس مادورو را در ایالات متحد آمریکا «مسدود» اعلام کرد.
دونالد ترامپ رئیس‌جمهور ایالات متحده آمریکا در پی بازداشت آنتونیو لدزما و لوپز رهبران اپوزیسیون ونزوئلا، به‌شدت از مادورو، رئیس‌جمهوری این کشور انتقاد کرد و او را دیکتاتور خواند. ترامپ گفت ایالات متحده، مادورو را مسئول سلامت و ایمنی لوپز و لدزما و دیگر زندانیان می‌داند.
رکس تیلرسون، وزیر خارجه آمریکا نیز گفت: «ما همه گزینه‌های سیاسی را که بتوانیم برای دستیابی به تغییر انجام دهیم می‌آزماییم تا مادورو یا به این نتیجه برسد که هیچ آینده ندارد یا دولت به قانون اساسی بازگردد.
استیون منوچین، وزیر خزانه‌داری آمریکا هم نیکلاس مادورو را دیکتاتوری توصیف کرده‌است که «به خواست و اراده مردم ونزوئلا وقعی نمی‌گذارد.»
آنتونیو گوترش دبیرکل سازمان ملل، خواستار آزادی بی قید و شرط آنتونیو لدزما و لئوپولدو لوپز شد و از دولت ونزوئلا خواست که در مسیر دموکراتیک حرکت کند و مخالفان بازداشت شده را بدون هیچ پیش شرطی آزاد کرده و این کشور آمریکای جنوبی را به مسیر دموکراتیک بازگرداند.